# Myrnohrad
Myrnohrad (ukr. Мирноград) – miasto na Ukrainie, w obwodzie donieckim. Do 2016 roku nosiło nazwę Dymytrow (ukr. Димитров).

## Demografia
- 2013 – 49 646[3]
- 2021 – 46 904[1]
- 2024 - 6 000[4]